# Liste der Wappen in Oberösterreich
Diese Liste der Wappen in Oberösterreich mit ihren Unterlisten, die über die Navigationsleiste am Ende der Seite erreichbar sind, beinhaltet – geordnet nach der Verwaltungsgliederung – die Wappen aller 442 Gemeinden des Landes Oberösterreich.

## Oberösterreich

Oberösterreich → Details
Lage in Österreich

## Statutarstädte

Stadt Linz In Rot über einem silbernen Zwillingswellenbalken zwei silberne, mit je drei Zinnen bekrönte Türme, die ein offenes Tor einschließen, über dem der rot-weiß-rote Bindenschild Österreichs angebracht ist.
Stadt Steyr In Grün ein silberner, rot gewaffneter und gehörnter, flammenspeiender, aufgerichteter Panther.
Stadt Wels In Blau auf grünem, gewelltem Schildfuß ein silberner, zweitürmiger, gezinnter Torbau, das durchbrochene Rundbogentor mit hochgezogenem, goldenem Fallgitter, die Türme mit je drei schwarz geöffneten Fenstern, eines über zwei gestellt; über dem Gebäude schwebend der österreichische rot-weiß-rote Bindenschild.